# Aeropuerto de Heide-Büsum
El Aeropuerto de Heide-Büsum (en alemán: Flugplatz Heide-Büsum) (IATA: HEI, OACI: EDXB) es un aeropuerto que brinda servicios a Heide, una localidad ubicada en el distrito de Dithmarschen, en el estado alemán de Schleswig-Holstein. El aeropuerto está emplazado a 1,6 millas náuticas (3 km) al noreste de Büsum, un pueblo ubicado a 18 km al suroeste de Heide.

## Instalaciones
El aeropuerto está ubicado en una elevación de 7 pies (2,1 m) sobre el nivel del mar. Posee una pista con la designación 11/29 con una superficie de asfalto de 720x23 metros.

## Estadísticas
Ver fuente y consulta Wikidata.